# Imperium (Kracht)

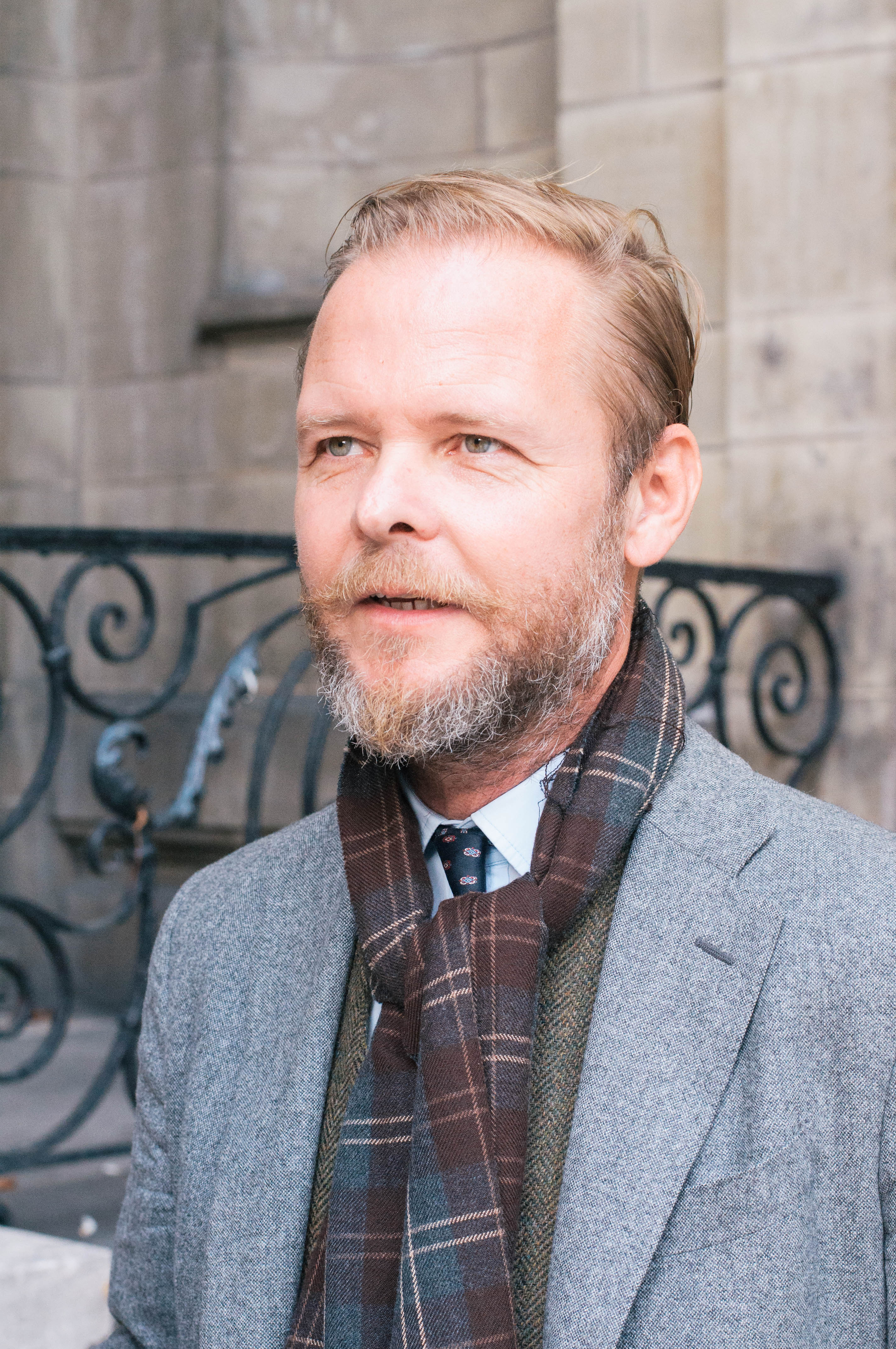
Christian Kracht (2015)

Imperium ist der Titel eines 2012 erschienenen, zwischen Persiflage und Pastiche oszillierenden Romans des Schweizer Schriftstellers Christian Kracht. Er erzählt die tragikomische Geschichte des deutschen Aussteigers August Engelhardt, der sich 1903 auf der Insel Kabakon im damaligen deutschen Kolonialgebiet Deutsch-Neuguinea ansiedelte, um dort eine Kokosplantage zu bewirtschaften und einen natur-religiösen „Sonnenorden“ zu gründen. Der fanatisch-missionarische Vegetarier und Vertreter einer alternativen Lebensweise verehrte die Kokosnuss als eine göttliche Frucht und proklamierte den Kokovorismus als die ideale Ernährungs- und Lebensgrundlage der Menschen.

## Inhalt
Der Roman beginnt mit der Reise Engelhardts Anfang des 20. Jahrhunderts über Port Said und Ceylon in das damalige deutsche Kolonialgebiet Bismarck-Archipel und seine Ankunft mit dem Reichspost-Dampfer Prinz Waldemar am Verwaltungssitz Herbertshöhe. In einzelnen Kapiteln (2 und 4) wird im Rückblick die Vorgeschichte erzählt:

### Vorgeschichte
Als Anhänger der vegetarisch-naturbezogenen Lebensreformbewegung reist er mönchisch gekleidet auf der Suche nach Gleichgesinnten durch das wilhelminische Deutsche Reich und wirbt für sein Projekt einer auf seiner Kokosnuss-Religion basierenden Kolonie in der Südsee (Kap. 4). Doch außerhalb eines engen Bewundererkreises erfährt er nur Ablehnung und Spott und wird wegen nudistischer Auftritte am Ostsee-Strand mehrfach verhaftet. Er bricht Anfang des 20. Jahrhunderts mit seinem von seiner Tante Marthe ererbten Geld in das damalige deutsche Kolonialgebiet Deutsch-Neuguinea auf, um dort eine Kokosplantage zu kaufen und eine Gemeinschaft von Sonnenjüngern zu gründen.
Auf der Überfahrt, bei einem Halt in Ceylon, begegnet er dem Tamilen Govindarajan, in dem er einen geistigen Verbündeten sieht. Govindarajan lässt ihn aber bei einem gemeinsamen Ausflug in einem dunklen Tempel in Kandy allein zurück, stiehlt in seinem Hotel seine Pfandbriefe und verschwindet (Kap. 2).

### Idee des Kokovorismus und Gründung des Sonnenordens (Teil 1)
In Herbertshöhe kauft Engelhardt von der reichen Großgrundbesitzerin Emma Forsayth, genannt „Queen Emma“, zum großen Teil auf Kreditbasis, die für sie wertlose Insel Kabakon zur Bewirtschaftung als Kokosnuss-Plantage ab, um seinen geplanten Sonnenorden zu finanzieren (Kap. 3). Die geliehene Summe soll über Jahre mit den Erträgen des Verkaufs zurückgezahlt werden. Aus ethischen Gründen möchte der dogmatische Vegetarier keinen Grundstoff für Palm-Kochfett liefern, sondern nur in einem Veredelungsprozess gewonnenes Kokos-Öl, das allerdings schwer verkäuflich ist. Deshalb wirbt er für das Produkt auf einer Reise nach Australien und mit Werbesendungen in alle Welt. Seine einheimischen Arbeiter, die Inselbewohner, bezahlt er mit Gutscheinen, die sie bei Einkäufen in Herbertshöhe einlösen können, auch dies finanziert ihm „Queen Emma“ in der Hoffnung auf die Entwicklung des Geschäfts. Für ihn selbst hat Geld keine Bedeutung und er lehnt eine Vermarktung ausschließlich aus finanziellen Motiven ab, wie er auf einer Werbereise in Cairns (Queensland, Australien) dem Kellogg-Angestelltem Halsey klarmacht, der ihn für seine Idee eines vegetarischen Brotaufstrichs zu begeistern sucht (Kap. 6).
Mit Briefen und Zeitungsartikeln wirbt Engelhardt in Deutschland für seine Lebensweise. Aber nur langsam kommen Sympathisanten auf die Insel und die Besuche enden oft mit Enttäuschungen, wie die schnelle euphorisch-geistige Freundschaft mit seinem Jünger Heinrich Aueckens (Kap. 7). Eine homosexuelle Beziehung mit seinem Gast lehnt er ab, und als dieser seinen Boy Makeli vergewaltigt, wird Aueckens von einer Kokosnuss erschlagen. Offen bleibt, ob sie schicksalhaft von einem Baum gefallen ist oder ob Engelhardt der Täter ist. Die Behörde bewertet den Tod als Unfall und Makeli sieht darin eine gerechte Strafe, für die er seinem Meister dankbar ist.

### Probleme und enttäuschte Erwartungen (Teil 2 und 3)
Auf der Suche nach Gleichgesinnten reist Engelhardt auf die Fidschi-Inseln, um den ebenfalls ausgewanderten Mittenzwey zu besuchen und seine Lehre kennenzulernen (Kap. 8). Er entdeckt enttäuscht, dass Mittenzwey nur vorgibt, Lichtesser zu sein. In der Sekte trifft er Govindarajan, der ihm in Ceylon seine Pfandbriefe gestohlen hat. Er verzichtet aber auf Vergeltung und die öffentliche Bloßstellung Mittenzweys und reist zurück. Seine Verwirrung steigert sich durch die zwischenzeitliche Verlegung des Regierungssitzes und die Versetzung der Gebäude von Herbertshöhe in das nahe gelegene Rabaul.
Als im vierten oder fünften Jahr der Siedlung Engelhardts der hypochondrische Klavier- und Geigenspieler Max Lützow nach Kabakon kommt, fühlen die beiden eine geistige Verwandtschaft und versuchen die Kokosnuss-Religion zu leben (Kap. 9). Lützow erholt sich schnell von seinen teils eingebildeten Leiden und wirkt gesünder als sein abgemagerte, an Lepra erkrankter Freund. Weitere in Deutsch-Guinea gestrandete, teils physisch, teils psychisch kranke Sonnenkultanhänger, die dem Ruf der beiden Propheten gefolgt sind und sich ihrer Gemeinschaft anschließen wollen, nimmt Engelhardt nicht auf seiner Insel auf. Sie werden in Raubaul im Spital behandelt und vom Gouverneur wieder zurückgeschickt. Hahl fürchtet weitere Zuwanderer und gibt dem fiktiven Kapitän Slütter den Auftrag, Engelhardt auf seiner Insel zu erschießen und seine Leiche zu verbrennen. Dafür werde die von ihm aufgenommenen 13-jährige Pandora, die in Sydney aus ihrem Internat geflohen und sich auf seinem Schiff versteckt hat, nicht zu ihrem Vater, dem Gouverneur, zurückgeschickt (Kap. 11).

### Ende der Kolonien (Teil 3)
Der letzte Teil des Romans erzählt das Ende sowohl der deutschen Kolonialgebiete wie der Unternehmung Engelhardts (Kap. 14):
- Nach kaum einem Jahr der Gemeinsamkeit kommt es zum Streit zwischen Lützow, der für die personelle Erweiterung des Sonnenordens plädiert, und Engelhardt, der sich, durch seine negativen Erfahrungen gewarnt, dadurch überfordert fühlt und dem Freund vorwirft, ihn entmachten zu wollen. Er beansprucht für sich die Führungs- und Entscheidungsrolle (Kap. 10). Darauf verlässt Lützow die Insel und geht schnell in Raubaul eine Liebesbeziehung mit der lebenslustigen „Queen Emma“ ein (Kap. 12). Sie beschließen, sofort zu heiraten. Anstelle des eifersüchtige Gouverneurs Hahl, traut sie Kapitän Slütter auf seinem Schiff „Jeddah“ und beim Versuch, von dort auf das daneben ankernde Reichspostschiff „Prinz Waldemar“ zu springen, mit dem das Paar Raubaul in Richtung Europa verlassen wollen, stürzt Lützow ab und stirbt an den schweren Verletzungen. Vorher hat er noch grinsend, und die prophetische Bedeutung nicht ahnend, Lessings Antwort eines trunknen Dichters in variierter Form deklamiert:

„[…] doch trunken der Sänger, nicht achtend der Mahnung, zurück in den Orkus wendet den Blick.“

- Emma kehrt nach Europa zurück, überlebt den Krieg in Monte Carlo und stirbt dort im Casino am Spieltisch (Kap. 14).
- Da Slütter den Auftrag Hahls, Engelhardt zu töten, nicht ausgeführt hat, soll Pandora nach Australien zurückgebracht werden. In Ahnung des kommenden Krieges will sich der Gouverneur mit den Engländern gut stellen. Um der Auslieferung zu entkommen, lässt sich Pandora von Slütters Matrosen Apirana den Rücken tätowieren und verlässt heimlich zusammen mit Engelhardts Boy Makeli, als „Kinder der Südsee“, auf einem Segelboot Raubaul. Apirana wechselt von der Fiktion in die Historie und wird als Āpirana Turupa Ngata der erste Maori im Neuseeländischen Parlament.
- Inzwischen ist der Erste Weltkrieg ausgebrochen und Raubaul wird von australischen Soldaten besetzt. Als es an Kohle für Slütters Dampfer fehlt, wird seine Jeddah zum Kriegsschiff. Der Kapitän kapert einen französischen Kohlefrachter und wird dafür der Piraterie angeklagt und erschossen (Kap. 14).
- Hahl kehrt nach dem Ende dem Verlust der deutschen Kolonialgebiete nach Berlin zurück, lebt dort als Pensionär und Privatgelehrter und schreibt „die langen Briefe eines alternden Mannes, der nicht mehr im Mittelpunkt steht,“ u. a. an den Philosophen Husserl.[5]
- Nur der von Slütter verschonte Engelhardt bleibt auf Kabakon zurück und lebt einsam in geistiger Verwirrung in seiner Traumwelt Arkadien (Kap. 13). Er glaubt erkannt zu haben, dass nicht die Kokosnuss die eigentliche Nahrung des Menschen sei, „sondern der Mensch selbst sei es. Der ursprüngliche Mensch des Goldenen Zeitalters ernähre sich von anderen Menschen, ergo der gottgleich Werdende, der nach Elysion Zurückgekehrte von sich selbst: ‚God-eater. Devourer of God‘“ und er beißt in den Daumen, den er von seiner Hand abgetrennt hat.[6] Er ist misstrauisch Menschen gegenüber, v. a. Juden: „Ja, so war Engelhardt unversehens zum Antisemiten geworden; wie die meisten seiner Zeitgenossen, wie alle Mitglieder seiner Rasse war er früher oder später dazu gekommen, in der Existenz der Juden eine probate Ursache für jegliches erlittene Unbill zu sehen.“[7] Ab und zu kommen Touristen auf die Insel, um sich über den wirren Eremiten zu amüsieren. In diesem Zustand finden ihn australische Soldaten und bringen ihn auf die einsame Solomoneninsel Kolombangara, wo ihn nach Ende des Zweiten Weltkrieges amerikanische Marineeinheiten finden (Kap. 15). Man kleidet ihn, schenkt ihm eine Armbanduhr und gibt ihm Würstchen mit bunter Soße zu essen, „dies ist nun das Imperium“.[8] Der deutschstämmige Leutnant Kinnboot[Anm. 2] lässt sich seine Lebensgeschichte erzählen. Diese wird einige Jahre später verfilmt, „Engelhardt ist nun schon von uns gegangen“,[9] und der Film wird in vielen Kinos in den USA vorgeführt. Das Publikum kann auf den Leinwänden die Fahrt eines „weiße[n] Dampfpostschiff[es] unter langen weißen Wolken durch einen endlosen Ozean“, also den Beginn der Romangeschichte, miterleben. Dann fährt die Kamera nah heran…[10]

## Dichtung und Wirklichkeit
Viele Details der Biographie des Roman-Protagonisten und der Handlung sind Fiktion. Allerdings werden „Versatzstücke aus der Kolonialgeschichte des Deutsches Reiches“, historische Personen, Ereignisse, v. a. der geographische Raum mit Lokalitäten wie das Verwaltungszentrum Hermannshöhe (heute Kokopo) und die Insel Kabakon, im Meer zwischen Neu-Mecklenburg (heute: Neuirland) und Neu-Pommern (heute Neubritannien) gelegen, in veränderter, auch anachronistischer Form und in neuen Kontexten sowie literarische Figuren als Bausteine in die Geschichte des Aussteigers Engelhardts eingefügt. Kracht sagt darüber im Interview mit dem ARD-Magazin Druckfrisch: „Es ist eigentlich ein großes Spiel mit auftauchenden Figuren, die eintauchen und wieder auftauchen.“
Dieses Stilmittel wird von der kanadischen Literaturwissenschaftlerin Hutcheon mit dem Begriff Historiografische Metafiktion und von dem deutschen Literaturwissenschaftler Schumacher als Überschreibungs- bzw. Palimpsest-Schreibverfahren bezeichnet: „Kracht verschiebt die Zeitachsen, verrückt die Schauplätze und Figuren, Orte und Zeiten aber immer nur gerade so weit, dass das, was er darstellt, auf den ersten Blick durchaus auf eine tatsächliche Begebenheit verweisen könnte und sich erst bei genauerem Betrachten als Fiktion erweist. […] was hier auf der Ebene der Narration als Verwirrspiel zwischen Fakt und Fiktion entfaltet wird, [beschreibt] in mehrfacher Hinsicht zugleich ein Strukturprinzip des Romans […] auch Krachts Schreibverfahren und Erzählweise […] In diesem Sinn heißt Schreiben bei Kracht immer auch Überschreiben. Kracht bezieht sich im Schreiben fast durchgehend auf bereits vorliegende Konstellationen, auf Vorgefundenes. Er schreibt auf der Grundlage von Vorlagen, die überschrieben, dabei aber nicht vollständig überdeckt, nicht ganz ausgelöscht werden, sondern im Verschwinden noch durchscheinen, […]. So erinnern Krachts Texte durchaus an Palimpseste […] Nicht immer ist dabei klar zu erkennen, ob es diese Vorlagen überhaupt gibt, oder ob hier nur der Eindruck erweckt wird, man habe es mit leicht verzerrten (oder verblassten) Palimpsesten zu tun. Dies betrifft die unzähligen Kolonialismusklischees, die der Roman aufreiht, und den korrespondierenden Südseeromantikkitsch nicht weniger als die Erzählmuster, die auf die historischen Formen der Robinsonade und des Abenteuerromans verweisen.“

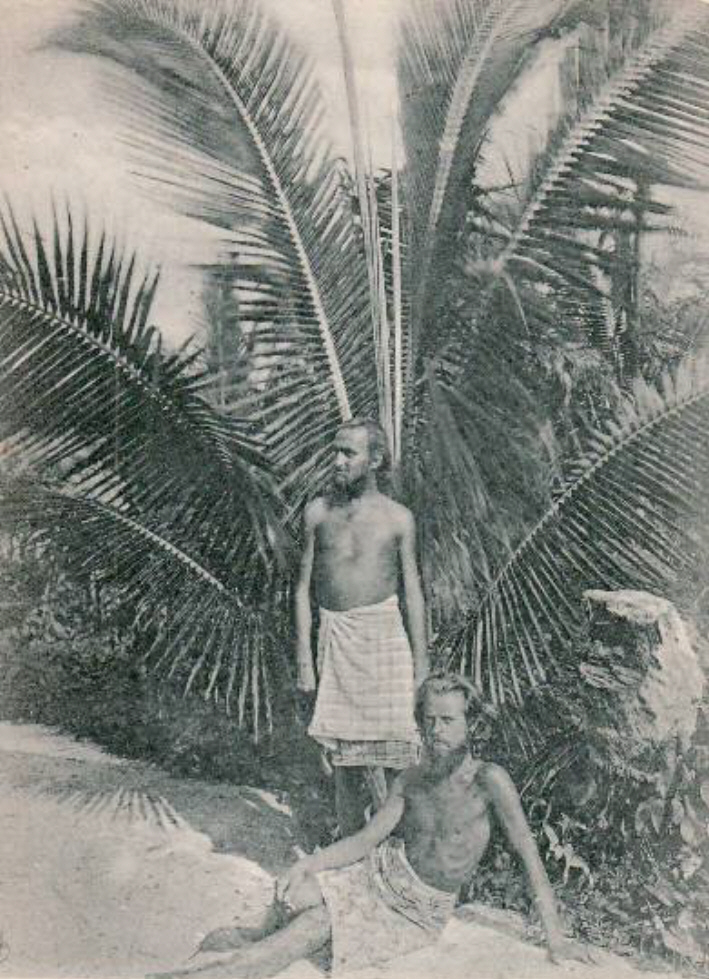
August Engelhardt (stehend) mit Max Lützow

### August Engelhardt
Der Autor orientiert sich an Engelhardts Lebensgeschichte und dem historischen Ablauf seiner „Sonnenorden – Aequatoriale Siedlungsgemeinschaft“ genannten Sekte, die vermutlich auf der Insel nie mehr als fünf Mitglieder gleichzeitig vereinte. Einige Anhänger erkrankten und starben, auch an Unfällen, deren Ursachen nicht geklärt werden konnten, einige kehrten krank und enttäuscht nach Deutschland zurück. Dies führte zu Gerüchten über Eifersüchteleien, Streitigkeiten, Positionskämpfen und Morden. Da die deutsche Kolonialverwaltung den Eindruck hatte, dass Engelhardt geisteskrank geworden war und die Situation auf der Insel zu eskalieren drohte, verhinderte sie, dass weitere Neuankömmlinge auf seine Insel gelangten. „Die Vegetarische Warte“ druckte im Oktober 1906 Warnungen ab, die von einer Reise nach Kabakon dringend abrieten. Nach Ausbruch des Ersten Weltkriegs wurde Engelhardt zunächst 1915 in Rabaul interniert, konnte aber bald auf das nun australisch besetzte Kabakon zurückkehren. Anfang Mai 1919 starb er abgemagert an Malaria.

### Emma Kolbe
Kracht lässt in seinem Roman neben Engelhard die historischen Personen Hahl, Solf und Emma Kolbe und zwei Sonnenorden-Anhänger, Heinrich Aueckens und Max Lützow, auftreten, verändert aber ihre Biographie in Verbindung mit fiktiven Personen und Handlungen: z. B. heiratete Max Lützow nicht die reiche Plantagenbesitzerin. Sie war zu diesem Zeitpunkt mit ihrem dritten Mann Paul Kolbe verheiratet. Lützow erkrankte schwer auf Kabakon und wollte im Februar 1905 das Hospital in Herbertshöhe aufsuchen; er gelangte jedoch in stürmischer See nur bis zur Insel Lamassa, wo er entkräftet starb.

### Literarische Bezüge
Als Motto sind dem Roman zwei Zitate von André Gide und Mark Twain vorangestellt.
- „Grave et religieux il reprend sa calme attitude: il demeure – symbole qui grandit – et, penché sur l’apparence du Monde, sent vaguement en lui, résorbées, les générations humaines qui passent.“ (André Gide) „Ernst und religiös nimmt er seine ruhige Haltung wieder auf: Er verharrt – ein Symbol, das wächst – und fühlt in sich, über die Erscheinung der Welt gebeugt, vage und absorbiert in sich die vergehenden Menschengenerationen.“[13]
- „Naked people have little or no influence on society.“ (Mark Twain)[14]

Im letzten Romanteil (Kap 11–13) wird der fiktive Frachtschiffkapitän Christian Slütter zu einer wichtigen Figur. Er versteckt die in Sydney aus dem Internat geflohene, nicht historische, ca. 13-jährige Pandora, die einzige Tochter des historischen Frederic Thesiger, Gouverneur von New South Wales 1909 auf seinem Schiff und bringt sie nach Rabaul. Die Namen der beiden Figuren und ihre Beziehung zueinander sind Hugo Pratts Comic Südseeballade (Una Ballata del Mare Salato) entnommen, dessen erste Folge (1967) 1913–1915 im Pazifischen Ozean spielt. Wie Engelhardt begegnet der Comic-Held während der 33-teiligen Serie vielen bekannten historischen Personen. Bei Corto Maltese sind es u. a. Josef Stalin, Jack London, James Joyce.
Im Comic ist die weibliche Hauptfigur, Pandora Groovesnore, die von Piraten entführte siebzehnjährige Enkelin eines wohlhabenden englischen Reeders. Sie hat eine angedeutete kurze Beziehung mit Christian Slütter, dem Kommandanten eines deutschen U-Bootes, der im Ersten Weltkrieg wegen Piraterie angeklagt und hingerichtet wird. Dieses Ende übernimmt Kracht. Auch sein Dampfschiff-Kapitän Slütter wird wegen Piraterie erschossen.
Einen weiteren Bezug zur Comic-Geschichte hat der Autor in das letzte Kapitel eingearbeitet: Amerikanische Soldaten finden den fiktionalisierten August Engelhardt auf der Solomon-Insel Kolombangara (New-Georgia-Archipel), wo am Anfang von Hugo Pratts Südseeballade im Jahr 1913, also zur Zeit des real existierenden Engelhardt, die fiktive Comicfigur „Corto Maltese“ auf einem Floß entdeckt wird.
Einer anderen Comic-Serie, Frank Le Galls Theodor Pussel, wurde der Name „Herr November“ sowie das Titelbild der Kiepenheuer & Witsch-Erstausgabe des Romans entnommen. Im Comic ist Herr November der rätselhafte Begleiter und der Gegenspieler des jungen Seefahrers Theodor.
In ähnlicher Palimpsest-Erzählweise wie im Comic lässt Kracht in seinem Roman, gut erkennbar, in fiktiven Konstellationen und Aktionen, die nicht, zumindest nicht ganz der historischen Wirklichkeit entsprechen, Thomas Mann und Hesse auftreten. Zudem erinnern einzelne Roman-Passagen und Motive an die auch in Pratts Comic zitierten Südseeromane von Conrad und London (Die Insel Berande) und Slütters Matrose, der Maori Apirana, wird mit dem polynesischen Harpunier Queequec aus Melvilles Moby Dick verglichen: Im Text „scheinen […] auch die Schreibweisen jener Autoren durch, die im Roman […] als quasihistorische Figuren auftauchen, etwa […] Thomas Mann“: Z. B. könnte das zum Frühstück gereichte „kräftige englische Porter Bier“ auf Hans Castorps Frühstück in Thomas Manns „Zauberberg“ verweisen.
Offenbar hat Kracht auch Einzelheiten aus Marc Buhls 2011 veröffentlichtem Roman Das Paradies des August Engelhardt übernommen: die Schlachtung eines Ferkels oder die Reproduktion von Böcklins „Die Toteninsel“ im Palast des Gouverneurs.

### Mediale Vervielfältigung
Verstärkt wird die Verunsicherung über die Beschreibung der Realität und der Historie noch durch den über den Dingen schwebenden Erzähler, ein dem Protagonisten gegenüber verständnisvoller („unser Held, unser Sorgenkind“), aber zugleich kritischer Zeitgenosse des 20. Jhs., „dessen heitere Souveränität letztlich kaum weniger komisch erscheint als die Figuren, über die er berichtet und über die er sich vermeintlich ironisch erhebt. Immer wieder erneut zeigt sich, dass der „Nebel der erzählerischen Unsicherheit“, auf den der Erzähler an einer Stelle des Romans explizit verweist, durch ihn selbst erzeugt wird. In immer wieder neuen Konstellationen präsentiert sich, unfreiwillig oder nicht, der vermeintlich allwissende Erzähler als hochgradig unzuverlässige Instanz, dem das, was er als Realität präsentiert, permanent entgleitet.“
Gegen Ende des Romans wird eine Vorstellung wieder aufgenommen, welche den Status der Realität, der Erzählung und des Erzählers ganz grundsätzlich infrage stellt. Bereits im Ceylon-Kapitel erscheint das Erzählte „als Teil einer kinematografischen Projektion“: Auf der Rückfahrt zum Hafen „beginnt plötzlich der Kinematograf zu rattern“. Mit der Schilderung der Anfangsszene der Verfilmung des Lebens von August Engelhardt „eröffnet sich im Rückblick, vom Ende des Romans her, auch die Möglichkeit, die Erzählung als eine rekursiv angelegte, medial vervielfältigte narrative Schleife zu begreifen, die nicht vorwegnimmt, sondern vielmehr reproduziert, was sich bei genauerem Hinsehen von Beginn an als Projektion erweist.“ Diese „mediale Vervielfältigung […] erweist sich als spezifische Form einer mise en abyme, einer differenziellen Wiederholung, bei der das, was reproduziert wird, zunehmend aus dem Blick gerät, sich der Wahrnehmung entzieht, entgleitet, wenn nicht gar in den Endlosschleifen der Reproduktion verschwindet“.

## Rezeption und Interpretation
Krachts Romane wurden meist inhaltlich und formal kontrovers interpretiert und rezensiert: Imperium löste jedoch durch einen Zeitungsartikel 2012 eine Grundsatzdiskussion über die Position des Autors aus:
- Georg Diez schrieb im Magazin Der Spiegel, Kracht sei der Céline seiner Generation, Imperium sei „durchdrungen von einer rassistischen Weltsicht“. An Krachts Beispiel „könne man sehen, wie antimodernes, demokratiefeindliches, totalitäres Denken seinen Weg findet hinein in den Mainstream“.[21][22]
- Dieser Einschätzung widersprachen zahlreiche Literaturkritiker und thematisierten die Problematik der unterschiedlichen Lesarten und des Literaturverständnisses in Rezensionen:

Von Lovenberg spricht in der Frankfurter Allgemeinen Zeitung von dem „Versuch, eine literarische Neuerscheinung durch eine ganz und gar unliterarische Lesart zu vernichten“. Der Soziologe Clemenz wirft Diez’ Kritik ein falsches Literaturverständnis vor. Schmidt findet es „völlig abwegig, dass Diez den antisemitischen, völlig verrückten Romantiker Engelhardt und Hitler engführt und dem Autor rechtes Denken unterstellt“. Küveler spricht in der Welt die Bewertung von Ironie und kontextualer Interpretation an: „Nun muss man in Diez indes einen Wegbereiter der Ironiefreiheit erkennen. Denn die meisten Zitate, die Diez für sein denunziatorisches Pamphlet böswillig aus dem Zusammenhang reißt, sind allenfalls Beweis für Krachts Humor.“ Andere Kritiker sehen in Dietz Artikel einen Angriff auf den Schriftsteller Kracht. Schröder findet die gesamte Bewertung unangemessen: „Dieser Vorwurf ist intellektuell beschämend. Er ist irrwitzig und obendrein ungerecht einem Buch gegenüber, das seit Kehlmanns Vermessung der Welt zu den besten, geistreichsten und eloquentesten deutschen Romanen zählt.“ Der Kiepenheuer & Witsch-Verleger Krachts Machow erhielt im Spiegel die Gelegenheit für eine Gegendarstellung: „So wird aus Literaturkritik der Versuch der Ausgrenzung eines der begabtesten deutschsprachigen Schriftsteller, und aus einer Buchbesprechung wird eine Denunziation, gegen die das Opfer sich nun rechtfertigen muss. McCarthy reloaded.“
- Kracht reagierte auf die Vorwürfe von Diez in der Sendung Druckfrisch mit dem Satz: „Ich kann beim besten Willen kein Hakenkreuz entdecken.“ Er zitierte damit den Titel eines Kunstwerks von Martin Kippenberger.[29] In seinen Frankfurter Poetikvorlesungen 2018 interpretiert der Autor einzelne Romanpassagen unter biographischen Aspekten und sieht einen Zusammenhang seiner Kindheitserfahrungen mit dem „Akt des Schreibens selbst“: „Der Akt des Schreibens selbst, die Gewalt, die Erniedrigung, die Grausamkeit, der körperliche Ekel und die fetischisierte, oft verlagerte männliche Sexualität sind Topoi meiner Arbeit, deren ich mir erst jetzt bewusst werde, die aber sozusagen mit der ersten Zeile von Faserland alles bestimmt haben.“ Viele Protagonisten teilen sich „eine ausschweifende Unbarmherzigkeit. Eine mitleidslose Härte. Und es ist vielleicht diese unkommentierte Bevölkerung meines nun ein gutes Vierteljahrhundert andauernden Panoptikums mit derlei Gestalten, die mir den widersinnigen Vorwurf eingebracht haben, ich sei ein Faschist.“[30]

- Andere Kritiker finden Fragen nach dem politischen Standort eines Autors als legitim oder trennen Inhalt- und Formkritik. Für Bucheli[31] ist der Skandal, der um Christian Krachts jüngsten Roman entstand, ein Sturm im Wasserglas und er macht sich Sorgen um den Stand der Literaturkritik. Es sei legitim, den vorliegenden Roman auch im Kontext des Briefwechsels Krachts mit dem „politischen Wirrkopf“ David Woodhard, in dem die beiden sich Gedanken um eine Wiederbelebung der deutschen Kolonie „Nueva Germania“ in Paraguay machen, zu lesen und nach der zugrunde liegenden „Geisteshaltung“ zu fragen. Einerseits lobt er die gelungene Bündelung der Schrecken und Verirrungen der ersten Hälfte des 20. Jahrhunderts in der Figur Engelhardts, aber das forciert Selbstironische und Spielerische sei im Gegenzug kein „ästhetischer Mehrwert“, geschweige denn ein intellektueller. Vogel verteidigt den Roman gegen den Vorwurf der „Nazigesinnung“. Allerdings nerve sie „Krachts gespreizte Manieriertheit“, die offenbar Thomas Mann imitiere: „Da ist der schnöde Heizer ein ‚Demiurg gegen die Impertinenz der Weltenunordnung‘ und das ‚Ektoplasma wird in geordnete Schranken‘ geleitet. Dass Krachts Engelhardt dann auch noch von ‚Nordmännern‘ deliriert und Kindern, ‚deren blondes Haar zu Kränzen auf ihren Häuptern verflochten war‘“, sei „grauenhafter Rollenprosa-Kitsch“. Ihr Fazit lautet: „um mit der Gestelztheit der Kracht’schen Diktion zu sprechen: man kommt nicht umhin zu sagen, dass der Roman ein recht hanebüchener Schmarrn ist.“[32] Baum sieht das Deutungsproblem in Krachts Gefangenschaft in der „Hölle der Ironie“, und das bereits von Beginn seines Schreibens an. Sein „Lustigsein“ sei ein „verzweifeltes“, „genauso verzweifelt, wie diejenigen, die das alles lesen und verstehen müssen und die dann, aus Ehrfurcht vor dem Großschriftsteller Kracht, vielleicht eben einfach lachen und sich verbeugen, statt zu sagen, dass sie etwas nicht verstanden haben“.[33]

Abgesehen von dieser Kracht-Grundsatzdebatte ist auch die Bewertung des Romans ambivalent. Fanizadeh las den Imperialismus-Roman nur als fade Reiseprosa, wie sie auch „Pauschalreisende“ verfassen könnten. Krachts Versuche, das wilhelminische Deutschland mittels Sprache wiederauferstehen zu lassen, seien „qualvoll“. Das ganze bewertet er „als Klamotte angelegte Südseeballade“.
Insgesamt gesehen ist die Bewertung von Krachts „Imperium“ positiv: Julia Encke in der FAZ, Richard Kämmerlings in der Welt, Schütz im Freitag. Von Lovenberg bewertet Krachts Imperium trotz des Rückblicks auf die dunklen Kapitel deutscher Geschichte als überaus heiteren Roman, in dem er nicht nur den Mut zu ironischer Distanz und literarischer Freiheit aufbringe, sondern vor allem durch seine „prunkend exquisite“ Sprache besteche. Schmidt sieht in dem für ihn bisher besten Werk Krachts eine – von einer gediegenen Thomas-Mann-Figur erzählte – beißende Parodie, ein „hochartistisches, auch manieriertes Erzählexperiment“. Genial sei Krachts Einfall, das 20. Jahrhundert auf einem Nebenschauplatz zu beleuchten.
Soboczynski hält Krachts Imperium für seinen bisher besten Roman: „Existenzieller Schmerz“ sei hier einer „gut gelaunten Erzähllust“ gewichen. Er fand nicht nur Anklänge an Thomas Mann, Kafka und Hesse, sondern auch an Fontane oder Keyserling und mitunter auch an den etwas überkandidelten Ästhetizismus eines Wilde. Vielleicht sei diese „kaputte Südseefantasie“ mit deutscher Geistesgeschichte etwas überfrachtet, aber dies sei wohl beabsichtigt.
Aus einem Zeitabstand von 12 Jahren betrachtet, erscheint Imperium als „eine Literatur, die einen herausreißt aus den Normen, den Glaubwürdigkeitssätzen der eigenen Zeit. Man darf von ihr keine weltanschaulich ermutigenden Botschaften erwarten. In Krachts Werk bebt eine Kritik an der Moderne, die flüchtigen Lesern immer schon ideologisch verdächtig, manchmal skandalträchtig erschien.“
Imperium wurde bislang ins Spanische, Koreanische, Türkische, Dänische, Russische, Rumänische, Kroatische, Ungarische, Hebräische, Englische, Mazedonische, Estnische, Schwedische, Italienische, Norwegische, Französische und Tschechische übersetzt.

### Auszeichnungen
- 2012: Grosser Literaturpreis von Stadt und Kanton Bern[45]
- 2012: Wilhelm-Raabe-Literaturpreis:[46] Ausgezeichnet werde ein hoch intelligenter Roman, dem man zu Unrecht den Vorwurf gemacht habe, er versammele rassistisches Gedankengut, so Hubert Winkels, DLF-Literaturredakteur und Jury-Vorsitzender.
- 2016: Helen-und-Kurt-Wolff-Übersetzerpreis für die englische Übersetzung von Daniel Bowles[47]

## Adaptionen
- Am Thalia-Theater in Hamburg wurde das Stück in der Fassung von Jan Bosse am 26. April 2015 uraufgeführt.[48]
- Am 25. Februar 2016 feierte eine Bühnenfassung unter der Regie von Jan-Christoph Gockel am Wiener Schauspielhaus Premiere.[49]
- Staatstheater Braunschweig, Imperium (2018). Regie: Babett Grube, mit: Vanessa Czapla, Gertrud Kohl, Joshua Seelenbinder, Heiner Take.[50]
- Im Theater am Rand in Zollbrücke im Oderbruch inszenierten Thomas Rühmann und Tobias Morgenstern den Roman unter dem Titel „Kabakon oder Die Retter der Kokosnuss“ als Theaterspektakel auf sechs Bühnen. Premiere war am 6. September 2019[51]